# Židé v Indonésii
Židé v Indonésii jsou velmi malou komunitou čítající přibližně 20 osob, která se skládá převážně ze sefardských Židů.

## Historie
První kdo napsal o židovské komunitě v Nizozemské východní Indii byl po pobytu v Batavii (Jakarta) v 50. letech 18. století židovský obchodník Jákob Saphir. V Batavii mluvil s místním Židem, který mu vyprávěl o dvaceti židovských rodinách ve městě a dále o Surabaye a Semarangu. Většina Židů žijící v 19. století v Nizozemské východní Indii byli nizozemští Židé, kteří zde pracovali jako obchodníci nebo pracovali pro koloniální režim. Někteří z členů místní komunity však byli imigranti z Iráku nebo z Adenu.
Podle sionistického emisara Izraela Kohena se mezi světovými válkami nacházelo v Nizozemské východní Indii na 2 tisíce Židů. Indonéští Židé velmi trpěli za japonské okupace Indonésie, kdy byli internováni a nuceni pracovat v pracovních táborech. Po válce se mnoho Židů ocitlo téměř bez prostředků a tak mnoho z nich emigrovalo do Spojených států, Austrálie nebo do Izraele. 
Ke konci 60. let 20. století žilo v Jakartě 20 Židů a 25 jich žilo v Surabaye.